# Мирный (Приморский край)
Мирный — посёлок в Надеждинском районе Приморского края, входит в состав Надеждинского сельского поселения.

## География
Посёлок находится на федеральной трассе М60 «Уссури», на расстоянии 4 км от села Вольно-Надеждинское, административного центра района, и 41 км от города Владивосток, административного центра края. Абсолютная высота — 67 м над уровнем моря.

## Население
| 2002 | 2004 | 2005 | 2008 | 2010 |
| ---- | ---- | ---- | ---- | ---- |
| 125  | ↘96  | ↗133 | ↘119 | ↘103 |

## Улицы
| - ул. Захаревича, - ул. Лесная, | - ул. Садовая, - ул. Центральная. |

## Транспорт
Ближайшая железнодорожная станция Надеждинская находится на расстоянии 4,5 км к юго-востоку.